# Sommedieue
Sommedieue is een gemeente in het Franse departement Meuse (regio Grand Est). Sommedieue telde op 1 januari 2022 959 inwoners.
De plaats maakt deel uit van het kanton Dieue-sur-Meuse in het arrondissement Verdun. Voor maart 2015 was het deel van het kanton Verdun-Est, dat toen werd opgeheven.

## Geografie
De oppervlakte van Sommedieue bedroeg op 1 januari 2022 33,63 vierkante kilometer; de bevolkingsdichtheid was toen 28,5 inwoners per km².

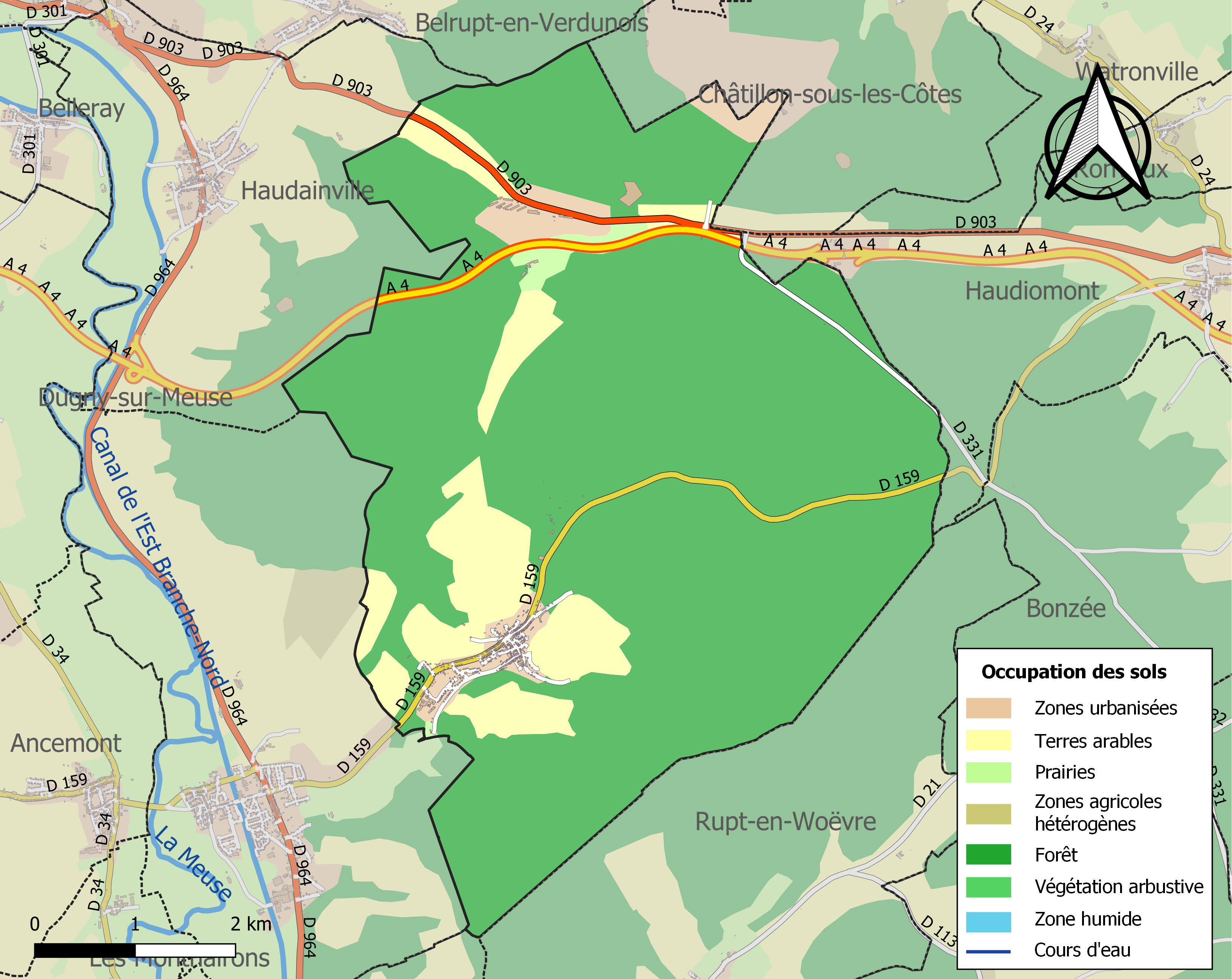
Kaart van de gemeente met de belangrijkste infrastructuur, bodemgebruik en omliggende gemeenten

## Demografie
Onderstaande figuur toont het verloop van het inwonertal (bron: INSEE-tellingen).